# 泰奥菲勒·翁弗鲁瓦
泰奥菲勒·翁弗鲁瓦（法語：Théophile Onfroy，1992年12月29日—），法国男子赛艇运动员。他曾代表法国参加世界赛艇锦标赛，获得一枚银牌和一枚铜牌。他也曾参加2016年夏季奥林匹克运动会。

## 家庭
弟弟瓦朗坦·翁弗鲁瓦。